# Saison 2017-2018 de l'En avant de Guingamp
Maillots
Dernière mise à jour : 14 mai 2018.
Chronologie
Saison précédente Saison suivante
La saison 2017-2018 de l'En avant de Guingamp, club de football français, voit le club évoluer en Ligue 1 pour la 12e fois de son histoire et bat son record de participations consécutives dans l'élite (cinq). L'EAG achève la saison du championnat à une douzième place après s'être assez facilement éloigné de la zone des relégables, tout en étant aux portes de la lutte pour la qualification aux places européennes. Le club est engagé en Coupe de France, dont il est éliminé avec les honneurs en seizième de final sur le terrain du Paris SG (4-2). Il participe aussi à la Coupe de la Ligue, dont il est éliminé dès le deuxième tour (seizièmes de finale) par Montpellier (0-2) à domicile après un large turnover au sein de l'effectif. 

## Saison

### Championnat
La Ligue 1 2017-2018 est la quatre-vingtième édition du championnat de France de football et la seizième sous l'appellation « Ligue 1 ». La division oppose vingt clubs en une série de trente-huit rencontres. Les meilleurs de ce championnat se qualifient pour les coupes d'Europe que sont la Ligue des Champions (le podium) et la Ligue Europa (le quatrième et les vainqueurs des coupes nationales). L'En avant de Guingamp participe à cette compétition pour la douzième fois de son histoire et la cinquième année consécutive.

#### Août
La deuxième journée du championnat, durant laquelle l'EAG reçoit le Paris Saint-Germain, est marquée par le nouveau record d'affluence au Stade de Roudourou avec 18 378 spectateurs présents, pour le premier match sous le maillot d'un club français du Brésilien Neymar.

#### Décembre
À l'occasion de la rencontre de la 18e journée, le Stade Malherbe de Caen arbore un maillot domicile inédit, rouge à chevrons bleus, dont le design a été conçu par l'équipementier Umbro après avoir collecté les souhaits des supporters pour l'occasion.

#### Mai
En raison de sa participation à la finale de la Ligue Europa quatre jours plus tard, l'Olympique de Marseille a demandé que la rencontre de la 37e journée, initialement programmée comme toutes les autres le samedi 12 mai à 21h, soit avancée. L'EAG a d'abord accepté, avant que la LFP et les diffuseurs ne leur emboitent le pas. À l'occasion de cette dernière rencontre de la saison à domicile, comme de coutume, les Guingampais évolueront avec leur nouveau maillot domicile 2018-2019. C'est aussi le moment choisi pour honorer trois anciens joueurs qui quittent le groupe professionnel à la fin de la saison : Thibault Giresse et Mustapha Diallo prennent leur retraite après près de 300 mantchs disputés en rouge et noir (arrivés au club en 2009), mais devraient rester dans l'encadrement de l'EAG, tandis que Jonathan Martins Pereira souhaite trouver du temps de jeu ailleurs.

#### Classement
Extrait du classement de Ligue 1 2017-2018
| Rang | Équipe                 | Pts | J  | G  | N  | P  | Bp | Bc | Diff |
| ---- | ---------------------- | --- | -- | -- | -- | -- | -- | -- | ---- |
| 9    | FC Nantes              | 52  | 38 | 14 | 10 | 14 | 36 | 41 | −5   |
| 10   | Montpellier Hérault SC | 51  | 38 | 11 | 18 | 9  | 36 | 33 | +3   |
| 11   | Dijon FCO              | 48  | 38 | 13 | 9  | 16 | 55 | 73 | −18  |
| 12   | EA Guingamp            | 47  | 38 | 12 | 11 | 15 | 48 | 59 | −11  |
| 13   | Amiens SC P            | 45  | 38 | 12 | 9  | 17 | 37 | 42 | −5   |
| 14   | Angers SCO             | 41  | 38 | 9  | 14 | 15 | 42 | 52 | −10  |
| 15   | RC Strasbourg Alsace P | 38  | 38 | 9  | 11 | 18 | 44 | 67 | −23  |

Évolution du classement en fonction des résultats
| Journée  | 1 | 2  | 3  | 4 | 5  | 6  | 7  | 8  | 9 | 10 | 11 | 12 | 13 | 14 | 15 | 16 | 17 | 18 | 19 | 20 | 21 | 22 | 23 | 24 | 25 | 26 | 27 | 28 | 29 | 30 | 31 | 32 | 33 | 34 | 35 | 36 | 37 | 38 | Journées en tête | Journées barragiste | Journées relégable |
| -------- | - | -- | -- | - | -- | -- | -- | -- | - | -- | -- | -- | -- | -- | -- | -- | -- | -- | -- | -- | -- | -- | -- | -- | -- | -- | -- | -- | -- | -- | -- | -- | -- | -- | -- | -- | -- | -- | ---------------- | ------------------- | ------------------ |
| Rang     | 4 | 12 | 14 | 9 | 12 | 10 | 10 | 11 | 9 | 11 | 11 | 13 | 14 | 15 | 16 | 14 | 10 | 12 | 8  | 7  | 7  | 9  | 10 | 9  | 10 | 10 | 10 | 11 | 13 | 14 | 10 | 10 | 11 | 10 | 11 | 11 | 11 | 12 | 0                | 0                   | 0                  |
| Résultat | G | P  | P  | G | P  | G  | P  | N  | G | P  | N  | P  | N  | P  | N  | G  | G  | N  | G  | G  | P  | P  | P  | G  | N  | N  | N  | P  | P  | P  | G  | G  | N  | G  | N  | P  | N  | P  | —                | —                   | —                  |

#### Distinctions individuelles

##### Équipe-type de Ligue 1 par journée
Lors de chaque journée, le journal L'Équipe élit son équipe-type de la journée avec une notation sur dix. Voici la liste des joueurs guingampais sélectionnés :
| - 1re journée : - Pedro Rebocho (6/10) | - 3e journée : - Karl-Johan Johnsson (6/10) | - 4e journée : - Mustapha Diallo (7/10) | - 6e journée : - Christophe Kerbrat (7/10) |

| - 9e journée : - Nicolas Benezet (7/10) - Christophe Kerbrat (6/10) | - 16e journée : - Jimmy Briand (7/10) | - 17e journée : - Jimmy Briand (8/10) - Christophe Kerbrat (7/10) - Pedro Rebocho (7/10) | - 20e journée : - Nicolas Benezet (7/10) |

| - 21e journée : - Karl-Johan Johnsson (8/10) | - 27e journée : - Lucas Deaux (7/10) | - 31e journée : - Mustapha Diallo (7/10) - Clément Grenier (8/10) | - 32e journée : - Étienne Didot (7/10) - Pedro Rebocho (6/10) - Antoine Kombouaré (entraineur) |

| - 34e journée : - Étienne Didot (7/10) - Christophe Kerbrat (7/10) - Jonathan Martins Pereira (7/10) - Antoine Kombouaré (entraineur) | - 35e journée : - Ludovic Blas (6/10) - Félix Eboa Eboa (7/10) - Clément Grenier (7/10) |  |  |

##### Joueur guingampais du mois
Chaque mois, le quotidien régional Ouest-France réalise un vote auprès de ses lecteurs afin d'élire le meilleur joueur guingampais du mois écoulé.
| Mois      | Joueurs             | Joueurs             | Joueurs         |
| --------- | ------------------- | ------------------- | --------------- |
| août      | Ludovic Blas        |                     |                 |
| septembre | Christophe Kerbrat  |                     |                 |
| octobre   | Christophe Kerbrat  |                     |                 |
| novembre  | Christophe Kerbrat  |                     |                 |
| décembre  |                     |                     |                 |
| janvier   |                     |                     |                 |
| février   | Karl-Johan Johnsson | Christophe Kerbrat  | Nicolas Benezet |
| mars      | Christophe Kerbrat  | Karl-Johan Johnsson | Lucas Deaux     |
| avril     | Clément Grenier     | Karl-Johan Johnsson | Nicolas Benezet |
| mai       | Clément Grenier     | Nicolas Benezet     | Ludovic Blas    |

### Coupe de France
La coupe de France 2017-2018 est la 101e édition de la Coupe de France, une compétition à élimination directe mettant aux prises tous les clubs de football amateurs et professionnels à travers la France métropolitaine et les DOM-TOM. Elle est organisée par la FFF et ses ligues régionales.

### Coupe de la Ligue
La Coupe de la Ligue 2017-2018 est la 24e édition de cette compétition à élimination directe organisée par la Ligue de football professionnel (LFP) depuis 1994, qui rassemble uniquement les clubs professionnels de Ligue 1, Ligue 2 et National. L'En avant de Guingamp entre en lice en 16e de finale, comme tous les clubs de Ligue 1 non qualifiés pour une Coupe d'Europe, à la fin du mois d'octobre 2017.

### Statistiques

#### Bilan de l'équipe
| Compétition       | Débute au tour | Termine       | Matches joués | Gagnés | Nuls | Perdus | Buts pour | Buts contre | Différence |
| ----------------- | -------------- | ------------- | ------------- | ------ | ---- | ------ | --------- | ----------- | ---------- |
| Ligue 1           | -              | 12e           | 38            | 12     | 11   | 15     | 48        | 59          | -11        |
| Coupe de France   | 32e de finale  | 16e de finale | 2             | 1      | 0    | 1      | 3         | 4           | -1         |
| Coupe de la Ligue | 16e de finale  | 16e de finale | 1             | 0      | 0    | 1      | 0         | 2           | -2         |
| Total             | Total          | Total         | 41            | 13     | 11   | 17     | 51        | 65          | -14        |

Date de mise à jour : le 22 mai 2018.

#### Résumé des matchs officiels de la saison
| Compétition | J./Tour | Date              | Domicile               | Rés. | Extérieur              | Cl. | Buteur(s) pour l'EA Guingamp                              |
| ----------- | ------- | ----------------- | ---------------------- | ---- | ---------------------- | --- | --------------------------------------------------------- |
| Ligue 1     | 1       | 5 août 2017       | FC Metz                | 1-3  | EA Guingamp            | 4e  | Briand (39e sp), Blas (71e), Diallo (84e)                 |
| Ligue 1     | 2       | 13 août 2017      | EA Guingamp            | 0-3  | Paris SG               | 12e | -                                                         |
| Ligue 1     | 3       | 19 août 2017      | OGC Nice               | 2-0  | EA Guingamp            | 14e | -                                                         |
| Ligue 1     | 4       | 27 août 2017      | EA Guingamp            | 2-0  | RC Strasbourg          | 9e  | Diallo (63e), Briand (87e)                                |
| Ligue 1     | 5       | 10 septembre 2017 | Olympique lyonnais     | 2-1  | EA Guingamp            | 12e | Thuram (71e)                                              |
| Ligue 1     | 6       | 16 septembre 2017 | EA Guingamp            | 1-0  | Lille OSC              | 10e | Didot (90e+3)                                             |
| Ligue 1     | 7       | 23 septembre 2017 | Girondins de Bordeaux  | 3-1  | EA Guingamp            | 10e | Salibur (46e)                                             |
| Ligue 1     | 8       | 30 septembre 2017 | EA Guingamp            | 1-1  | Toulouse FC            | 11e | Thuram (2e)                                               |
| Ligue 1     | 9       | 14 octobre 2017   | EA Guingamp            | 2-0  | Stade rennais FC       | 9e  | Diallo (57e), Briand (89e)                                |
| Ligue 1     | 10      | 21 octobre 2017   | FC Nantes              | 2-1  | EA Guingamp            | 11e | Camara (70e)                                              |
| C. Ligue    | 1/16e   | 24 octobre 2017   | EA Guingamp            | 0-2  | Montpellier HSC        | -   | -                                                         |
| Ligue 1     | 11      | 28 octobre 2017   | EA Guingamp            | 1-1  | Amiens SC              | 11e | Diallo (44e)                                              |
| Ligue 1     | 12      | 4 novembre 2017   | AS Monaco              | 6-0  | EA Guingamp            | 13e | -                                                         |
| Ligue 1     | 13      | 18 novembre 2017  | EA Guingamp            | 1-1  | Angers SCO             | 14e | Camara (14e)                                              |
| Ligue 1     | 14      | 26 novembre 2017  | Olympique de Marseille | 1-0  | EA Guingamp            | 15e | -                                                         |
| Ligue 1     | 15      | 29 novembre 2017  | EA Guingamp            | 0-0  | Montpellier HSC        | 16e | -                                                         |
| Ligue 1     | 16      | 2 décembre 2017   | ES Troyes AC           | 0-1  | EA Guingamp            | 14e | Briand (22e)                                              |
| Ligue 1     | 17      | 9 décembre 2017   | EA Guingamp            | 4-0  | Dijon FCO              | 10e | Briand (37e), Salibur (40e), Coco (59e), Kerbrat (66e)    |
| Ligue 1     | 18      | 16 décembre 2017  | SM Caen                | 0-0  | EA Guingamp            | 12e | -                                                         |
| Ligue 1     | 19      | 20 décembre 2017  | EA Guingamp            | 2-1  | AS Saint-Étienne       | 8e  | Benezet (70e), Briand (90e+4)                             |
| C. France   | 1/32e   | 6 janvier 2018    | EA Guingamp            | 1-0  | Chamois niortais       | -   | Coco (35e)                                                |
| Ligue 1     | 20      | 12 janvier 2018   | RC Strasbourg          | 0-2  | EA Guingamp            | 7e  | Salibur (8e), Benezet (16e)                               |
| Ligue 1     | 21      | 17 janvier 2018   | EA Guingamp            | 0-2  | Olympique lyonnais     | 7e  | -                                                         |
| Ligue 1     | 22      | 20 janvier 2018   | Amiens SC              | 3-1  | EA Guingamp            | 9e  | Coco (29e)                                                |
| C. France   | 1/16e   | 24 janvier 2018   | Paris SG               | 4-2  | EA Guingamp            | -   | Thuram (33e sp), Ngbakoto (74e sp)                        |
| Ligue 1     | 23      | 27 janvier 2018   | EA Guingamp            | 0-3  | FC Nantes              | 10e | -                                                         |
| Ligue 1     | 24      | 4 février 2018    | Stade rennais FC       | 0-1  | EA Guingamp            | 9e  | Ngbakoto (90e+2)                                          |
| Ligue 1     | 25      | 10 février 2018   | EA Guingamp            | 0-0  | SM Caen                | 10e | -                                                         |
| Ligue 1     | 26      | 17 février 2018   | Montpellier HSC        | 1-1  | EA Guingamp            | 10e | Ngbakoto (30e sp)                                         |
| Ligue 1     | 27      | 24 février 2018   | EA Guingamp            | 2-2  | FC Metz                | 10e | Deaux (22e, 86e)                                          |
| Ligue 1     | 28      | 5 mars 2018       | Angers SCO             | 3-0  | EA Guingamp            | 11e | -                                                         |
| Ligue 1     | 29      | 11 mars 2018      | EA Guingamp            | 2-5  | OGC Nice               | 13e | Grenier (9e sp), Marlon Santos (83e csc)                  |
| Ligue 1     | 30      | 18 mars 2018      | AS Saint-Étienne       | 2-0  | EA Guingamp            | 14e | -                                                         |
| Ligue 1     | 31      | 1er avril 2018    | EA Guingamp            | 2-1  | Girondins de Bordeaux  | 10e | Grenier (55e), Diallo (59e)                               |
| Ligue 1     | 32      | 7 avril 2018      | EA Guingamp            | 4-0  | ES Troyes AC           | 10e | Benezet (27e), Blas (47e), Ngbakoto (79e), Briand (90e+2) |
| Ligue 1     | 33      | 14 avril 2018     | Lille OSC              | 2-2  | EA Guingamp            | 11e | Alonso (90e csc), Briand (90e+3)                          |
| Ligue 1     | 34      | 21 avril 2018     | EA Guingamp            | 3-1  | AS Monaco              | 10e | Briand (22e sp), Didot (34e), Thuram (47e)                |
| Ligue 1     | 35      | 29 avril 2018     | Paris SG               | 2-2  | EA Guingamp            | 11e | Blas (45e), Briand (68e)                                  |
| Ligue 1     | 36      | 6 mai 2018        | Dijon FCO              | 3-1  | EA Guingamp            | 11e | Eboa Eboa (57e)                                           |
| Ligue 1     | 37      | 11 mai 2018       | EA Guingamp            | 3-3  | Olympique de Marseille | 11e | Grenier (42e, 52e sp), Briand (70e sp)                    |
| Ligue 1     | 38      | 19 mai 2018       | Toulouse FC            | 2-1  | EA Guingamp            | 12e | Grenier (66e)                                             |

Légende : csc = but marqué contre son camp ; sp = but marqué sur penalty ;

** Match en retard
- Victoire
- Match nul
- Défaite

#### Affluences à domicile
Affluence de l'EA Guingamp à domicile

#### Statistiques buteurs
|       | Buteur                 | Ligue 1 | Coupe de France | Coupe de la Ligue | Total | Min  |
| ----- | ---------------------- | ------- | --------------- | ----------------- | ----- | ---- |
| TOTAL | TOTAL                  | 46      | 3               | 0                 | 49    | 3690 |
| 1     | Jimmy Briand           | 11      | 0               | 0                 | 11    | 3336 |
| 2     | Clément Grenier        | 5       | 0               | 0                 | 5     | 1209 |
| 3     | Mustapha Diallo        | 5       | 0               | 0                 | 5     | 1511 |
| 4     | Yeni Ngbakoto          | 3       | 1               | 0                 | 4     | 664  |
| 5     | Marcus Thuram          | 3       | 1               | 0                 | 4     | 2051 |
| 6     | Yannis Salibur         | 3       | 0               | 0                 | 3     | 1621 |
| 7     | Nicolas Benezet        | 3       | 0               | 0                 | 3     | 1710 |
| 8     | Marcus Coco            | 2       | 1               | 0                 | 3     | 1836 |
| 9     | Ludovic Blas           | 3       | 0               | 0                 | 3     | 1877 |
| 10    | Abdoul Razzagui Camara | 2       | 0               | 0                 | 2     | 958  |
| 11    | Étienne Didot          | 2       | 0               | 0                 | 2     | 1620 |
| 12    | Lucas Deaux            | 2       | 0               | 0                 | 2     | 2124 |
| 13    | Félix Eboa Eboa        | 1       | 0               | 0                 | 1     | 1702 |
| 14    | Christophe Kerbrat     | 1       | 0               | 0                 | 1     | 3563 |

Date de mise à jour : le 22 mai 2018.

Buts csc des joueurs de l'EA Guingamp (en gras le score de l'EAG) :
- Jordan Ikoko  52e (csc) contre le Paris SG, le 13 août 2017 lors de la deuxième journée de championnat (0-3)
- Lucas Deaux  25e (csc) contre le Paris SG, le 25 janvier 2018 lors du seizième de finale de la Coupe de France (4-2)

Buts csc en faveur de l'EA Guingamp (en gras le score de l'EAG) :
- Marlon Santos  83e (csc) de l'OGC Nice, le 11 mars 2018 lors de la vingt-neuvième journée de championnat (2-5)
- Júnior Alonso  90e (csc) du LOSC Lille, le 14 avril 2018 lors de la trente-troisième journée de championnat (2-2)

#### Statistiques passeurs
|       | Passeur                | Ligue 1 | Coupe de France | Coupe de la Ligue | Total | Min  |
| ----- | ---------------------- | ------- | --------------- | ----------------- | ----- | ---- |
| TOTAL | TOTAL                  | 25      | 1               | 0                 | 26    | 3690 |
| 1     | Clément Grenier        | 4       | 0               | 0                 | 4     | 1209 |
| 2     | Nicolas Benezet        | 4       | 0               | 0                 | 4     | 1710 |
| 3     | Jordan Ikoko           | 2       | 1               | 0                 | 3     | 2600 |
| 4     | Franck Tabanou         | 2       | 0               | 0                 | 2     | 1048 |
| 5     | Marcus Coco            | 2       | 0               | 0                 | 2     | 1836 |
| 6     | Ludovic Blas           | 2       | 0               | 0                 | 2     | 1877 |
| 7     | Pedro Rebocho          | 2       | 0               | 0                 | 2     | 1991 |
| 8     | Jimmy Briand           | 2       | 0               | 0                 | 2     | 3336 |
| 9     | Abdoul Razzagui Camara | 1       | 0               | 0                 | 1     | 958  |
| 10    | Étienne Didot          | 1       | 0               | 0                 | 1     | 1620 |
| 11    | Yannis Salibur         | 1       | 0               | 0                 | 1     | 1621 |
| 12    | Marcus Thuram          | 1       | 0               | 0                 | 1     | 2051 |
| 13    | Lucas Deaux            | 1       | 0               | 0                 | 1     | 2124 |

Date de mise à jour : le 22 mai 2018.

#### Statistiques individuelles
(Mises à jour le 22 mai 2018)
| no | Nat. | Nom             | Championnat | Championnat | Championnat | Championnat    | Championnat | Championnat  | Coupe de France | Coupe de France | Coupe de France | Coupe de France | Coupe de France | Coupe de France | Coupe de la Ligue | Coupe de la Ligue | Coupe de la Ligue | Coupe de la Ligue | Coupe de la Ligue | Coupe de la Ligue | Total   | Total | Total       | Total          | Total  | Total        |
| no | Nat. | Nom             | MJ          | Mns         | But inscrit | Passe décisive | Averti      | Carton rouge | MJ              | Mns             | But inscrit     | Passe décisive  | Averti          | Carton rouge    | MJ                | Mns               | But inscrit       | Passe décisive    | Averti            | Carton rouge      | MJ      | Mns   | But inscrit | Passe décisive | Averti | Carton rouge |
| -- | ---- | --------------- | ----------- | ----------- | ----------- | -------------- | ----------- | ------------ | --------------- | --------------- | --------------- | --------------- | --------------- | --------------- | ----------------- | ----------------- | ----------------- | ----------------- | ----------------- | ----------------- | ------- | ----- | ----------- | -------------- | ------ | ------------ |
| 1  |      | Johnsson        | 38 (38)     | 3420        | 0           | 0              | 0           | 0            | 2 (2)           | 180             | 0               | 0               | 0               | 0               | 0 (0)             | 0                 | 0                 | 0                 | 0                 | 0                 | 40 (40) | 3600  | 0           | 0              | 0      | 0            |
| 2  |      | Ikoko           | 28 (26)     | 2420        | 0           | 2              | 5           | 0            | 2 (2)           | 180             | 0               | 1               | 1               | 0               | 0 (0)             | 0                 | 0                 | 0                 | 0                 | 0                 | 30 (28) | 2600  | 0           | 3              | 6      | 0            |
| 3  |      | Rebocho         | 21 (19)     | 1721        | 0           | 2              | 4           | 0            | 2 (2)           | 180             | 0               | 0               | 0               | 0               | 1 (1)             | 90                | 0                 | 0                 | 0                 | 0                 | 24 (22) | 1991  | 0           | 2              | 4      | 0            |
| 5  |      | Diallo          | 26 (16)     | 1382        | 5           | 0              | 7           | 0            | 1 (1)           | 60              | 0               | 0               | 1               | 0               | 1 (1)             | 69                | 0                 | 0                 | 0                 | 0                 | 27 (17) | 1511  | 5           | 0              | 8      | 0            |
| 6  |      | Grenier         | 15 (14)     | 1209        | 5           | 4              | 2           | 0            | 0 (0)           | 0               | 0               | 0               | 0               | 0               | 0 (0)             | 0                 | 0                 | 0                 | 0                 | 0                 | 15 (14) | 1209  | 5           | 4              | 2      | 0            |
| 7  |      | Blas            | 31 (17)     | 1791        | 3           | 2              | 3           | 1            | 2 (1)           | 86              | 0               | 0               | 0               | 0               | 0 (0)             | 0                 | 0                 | 0                 | 0                 | 0                 | 33 (18) | 1877  | 3           | 2              | 3      | 1            |
| 8  |      | Deaux           | 26 (24)     | 1944        | 2           | 1              | 7           | 1            | 2 (2)           | 180             | 0               | 0               | 1               | 0               | 0 (0)             | 0                 | 0                 | 0                 | 0                 | 0                 | 27 (25) | 2124  | 2           | 1              | 8      | 1            |
| 9  |      | Camara          | 14 (12)     | 890         | 2           | 1              | 0           | 0            | 0 (0)           | 0               | 0               | 0               | 0               | 0               | 1 (1)             | 68                | 0                 | 0                 | 0                 | 0                 | 15 (13) | 958   | 2           | 1              | 0      | 0            |
| 10 |      | Benezet         | 29 (18)     | 1650        | 3           | 4              | 2           | 0            | 1 (1)           | 60              | 0               | 0               | 0               | 0               | 0 (0)             | 0                 | 0                 | 0                 | 0                 | 0                 | 30 (19) | 1710  | 3           | 4              | 2      | 0            |
| 11 |      | Privat          | 1 (0)       | 1           | 0           | 0              | 0           | 0            | 0 (0)           | 0               | 0               | 0               | 0               | 0               | 1 (1)             | 90                | 0                 | 0                 | 0                 | 0                 | 2 (1)   | 91    | 0           | 0              | 0      | 0            |
| 12 |      | Ngbakoto        | 16 (4)      | 574         | 3           | 0              | 1           | 0            | 1 (1)           | 90              | 1               | 0               | 0               | 0               | 0 (0)             | 0                 | 0                 | 0                 | 0                 | 0                 | 17 (5)  | 664   | 4           | 0              | 1      | 0            |
| 14 |      | Achahbar        | 0 (0)       | 0           | 0           | 0              | 0           | 0            | 0 (0)           | 0               | 0               | 0               | 0               | 0               | 1 (0)             | 22                | 0                 | 0                 | 0                 | 0                 | 1 (0)   | 22    | 0           | 0              | 0      | 0            |
| 15 |      | Sorbon          | 29 (29)     | 2510        | 0           | 0              | 1           | 0            | 2 (1)           | 117             | 0               | 0               | 0               | 0               | 1 (1)             | 90                | 0                 | 0                 | 0                 | 0                 | 32 (31) | 2817  | 0           | 0              | 1      | 0            |
| 16 |      | Caillard        | 0 (0)       | 0           | 0           | 0              | 0           | 0            | 0 (0)           | 0               | 0               | 0               | 0               | 0               | 1 (0)             | 45                | 0                 | 0                 | 0                 | 0                 | 1 (0)   | 45    | 0           | 0              | 0      | 0            |
| 17 |      | Didot           | 23 (21)     | 1620        | 2           | 1              | 4           | 0            | 0 (0)           | 0               | 0               | 0               | 0               | 0               | 0 (0)             | 0                 | 0                 | 0                 | 0                 | 0                 | 23 (21) | 1620  | 2           | 1              | 4      | 0            |
| 18 |      | Phiri           | 22 (9)      | 1031        | 0           | 0              | 1           | 0            | 2 (1)           | 120             | 0               | 0               | 0               | 0               | 1 (1)             | 90                | 0                 | 0                 | 0                 | 0                 | 25 (11) | 1241  | 0           | 0              | 1      | 0            |
| 19 |      | Salibur         | 22 (19)     | 1521        | 3           | 1              | 4           | 0            | 2 (1)           | 100             | 0               | 0               | 0               | 0               | 0 (0)             | 0                 | 0                 | 0                 | 0                 | 0                 | 24 (20) | 1621  | 3           | 1              | 4      | 0            |
| 20 |      | Eboa Eboa       | 23 (16)     | 1522        | 1           | 0              | 2           | 0            | 1 (1)           | 90              | 0               | 0               | 0               | 0               | 1 (1)             | 90                | 0                 | 0                 | 0                 | 0                 | 25 (18) | 1702  | 1           | 0              | 2      | 0            |
| 21 |      | Thuram          | 32 (20)     | 1931        | 3           | 1              | 2           | 0            | 2 (1)           | 120             | 1               | 0               | 0               | 0               | 0 (0)             | 0                 | 0                 | 0                 | 0                 | 0                 | 34 (21) | 2051  | 4           | 1              | 2      | 0            |
| 22 |      | Martins Pereira | 14 (14)     | 1135        | 0           | 0              | 2           | 0            | 0 (0)           | 0               | 0               | 0               | 0               | 0               | 0 (0)             | 0                 | 0                 | 0                 | 0                 | 0                 | 14 (14) | 1135  | 0           | 0              | 2      | 0            |
| 23 |      | Briand          | 37 (36)     | 3209        | 11          | 2              | 4           | 0            | 2 (1)           | 106             | 0               | 0               | 0               | 0               | 1 (0)             | 21                | 0                 | 0                 | 0                 | 0                 | 40 (37) | 3336  | 11          | 2              | 4      | 0            |
| 24 |      | Coco            | 29 (18)     | 1588        | 2           | 2              | 5           | 0            | 2 (2)           | 158             | 1               | 0               | 0               | 0               | 1 (1)             | 90                | 0                 | 0                 | 1                 | 0                 | 32 (21) | 1836  | 3           | 2              | 6      | 0            |
| 26 |      | Giresse         | 3 (0)       | 24          | 0           | 0              | 0           | 0            | 0 (0)           | 0               | 0               | 0               | 0               | 0               | 1 (1)             | 90                | 0                 | 0                 | 0                 | 0                 | 4 (1)   | 114   | 0           | 0              | 0      | 0            |
| 27 |      | Tabanou         | 15 (12)     | 1048        | 0           | 2              | 5           | 0            | 0 (0)           | 0               | 0               | 0               | 0               | 0               | 0 (0)             | 0                 | 0                 | 0                 | 0                 | 0                 | 15 (12) | 1048  | 0           | 2              | 5      | 0            |
| 29 |      | Kerbrat         | 37 (37)     | 3320        | 1           | 0              | 4           | 0            | 2 (2)           | 153             | 0               | 0               | 0               | 0               | 1 (1)             | 90                | 0                 | 0                 | 0                 | 0                 | 40 (40) | 3563  | 1           | 0              | 4      | 0            |
| 30 |      | Petrić          | 0 (0)       | 0           | 0           | 0              | 0           | 0            | 0 (0)           | 0               | 0               | 0               | 0               | 0               | 1 (1)             | 45                | 0                 | 0                 | 0                 | 0                 | 1 (1)   | 45    | 0           | 0              | 0      | 0            |

#### Onze de départ en championnat

##### Matches aller
L'équipe est le plus souvent organisée en 4-2-3-1 mais a aussi été présentée en 4-3-3 ou 4-4-2. Les milieux de terrain sont notamment amenés à régulièrement changer de poste voire de côté.
| \| No. \| Pos. \| Joueur \| Nombre de titularisations \| Remplaçants (nombre de titularisations) \| \| --- \| ---- \| ---------------------- \| ------------------------- \| --------------------------------------- \| \| 1 \| GB \| Karl-Johan Johnsson \| 19 \| \| \| 29 \| DC \| Christophe Kerbrat \| 19 \| \| \| 15 \| DC \| Jérémy Sorbon \| 16 \| \| \| 2 \| DD \| Jordan Ikoko \| 10 \| Jonathan Martins Pereira (10) \| \| 20 \| DG \| Pedro Rebocho \| 9 \| Félix Eboa Eboa (6) \| \| 17 \| MRD \| Étienne Didot \| 10 \| Franck Tabanou (7) \| \| 8 \| MRG \| Lucas Deaux \| 15 \| Lebogang Phiri (5) \| \| 19 \| MO \| Yannis Salibur \| 12 \| Marcus Coco (8) \| \| 9 \| AiD \| Abdoul Razzagui Camara \| 12 \| Nicolas Benezet (6) \| \| 5 \| AiG \| Mustapha Diallo \| 10 \| Ludovic Blas (8) \| \| 23 \| AC \| Jimmy Briand \| 18 \| Marcus Thuram (10) \| | Johnsson Kerbrat Sorbon Ikoko Rebocho Deaux Didot Camara Diallo Salibur Briand (C) |                        |                           |                                         |
| No. | Pos.                                                                               | Joueur                 | Nombre de titularisations | Remplaçants (nombre de titularisations) |
| 1 | GB                                                                                 | Karl-Johan Johnsson    | 19                        |                                         |
| 29 | DC                                                                                 | Christophe Kerbrat     | 19                        |                                         |
| 15 | DC                                                                                 | Jérémy Sorbon          | 16                        |                                         |
| 2 | DD                                                                                 | Jordan Ikoko           | 10                        | Jonathan Martins Pereira (10)           |
| 20 | DG                                                                                 | Pedro Rebocho          | 9                         | Félix Eboa Eboa (6)                     |
| 17 | MRD                                                                                | Étienne Didot          | 10                        | Franck Tabanou (7)                      |
| 8 | MRG                                                                                | Lucas Deaux            | 15                        | Lebogang Phiri (5)                      |
| 19 | MO                                                                                 | Yannis Salibur         | 12                        | Marcus Coco (8)                         |
| 9 | AiD                                                                                | Abdoul Razzagui Camara | 12                        | Nicolas Benezet (6)                     |
| 5 | AiG                                                                                | Mustapha Diallo        | 10                        | Ludovic Blas (8)                        |
| 23 | AC                                                                                 | Jimmy Briand           | 18                        | Marcus Thuram (10)                      |

##### Matches retour
| \| No. \| Pos. \| Joueur \| Nombre de titularisations \| Remplaçants (nombre de titularisations) \| \| --- \| ---- \| ------------------- \| ------------------------- \| --------------------------------------- \| \| 1 \| GB \| Karl-Johan Johnsson \| 19 \| \| \| 29 \| DC \| Christophe Kerbrat \| 18 \| \| \| 15 \| DC \| Jérémy Sorbon \| 13 \| \| \| 2 \| DD \| Jordan Ikoko \| 16 \| Jonathan Martins Pereira (4) \| \| 20 \| DG \| Félix Eboa Eboa \| 10 \| Pedro Rebocho (10) \| \| 17 \| MRD \| Étienne Didot \| 11 \| Franck Tabanou (5) \| \| 8 \| MRG \| Lucas Deaux \| 9 \| Lebogang Phiri (4) \| \| 19 \| MO \| Clément Grenier \| 14 \| Marcus Coco (10), Yannis Salibur (7) \| \| 9 \| AiD \| Nicolas Benezet \| 12 \| Yeni Ngbakoto (4) \| \| 5 \| AiG \| Ludovic Blas \| 9 \| Mustapha Diallo (6) \| \| 23 \| AC \| Jimmy Briand \| 18 \| Marcus Thuram (10) \| | Johnsson Kerbrat Sorbon Ikoko Eboa Eboa Deaux Didot Benezet Blas Grenier Briand (C) |                     |                           |                                         |
| No. | Pos.                                                                                | Joueur              | Nombre de titularisations | Remplaçants (nombre de titularisations) |
| 1 | GB                                                                                  | Karl-Johan Johnsson | 19                        |                                         |
| 29 | DC                                                                                  | Christophe Kerbrat  | 18                        |                                         |
| 15 | DC                                                                                  | Jérémy Sorbon       | 13                        |                                         |
| 2 | DD                                                                                  | Jordan Ikoko        | 16                        | Jonathan Martins Pereira (4)            |
| 20 | DG                                                                                  | Félix Eboa Eboa     | 10                        | Pedro Rebocho (10)                      |
| 17 | MRD                                                                                 | Étienne Didot       | 11                        | Franck Tabanou (5)                      |
| 8 | MRG                                                                                 | Lucas Deaux         | 9                         | Lebogang Phiri (4)                      |
| 19 | MO                                                                                  | Clément Grenier     | 14                        | Marcus Coco (10), Yannis Salibur (7)    |
| 9 | AiD                                                                                 | Nicolas Benezet     | 12                        | Yeni Ngbakoto (4)                       |
| 5 | AiG                                                                                 | Ludovic Blas        | 9                         | Mustapha Diallo (6)                     |
| 23 | AC                                                                                  | Jimmy Briand        | 18                        | Marcus Thuram (10)                      |